# Baxtiyor Ashurmatov
Baxtiyor Ashurmatov (ur. 25 marca 1976 w Kokandzie) – uzbecki piłkarz występujący podczas kariery na pozycji obrońcy. Obecnie jest trenerem.

## Kariera piłkarska
Baxtiyor Ashurmatov jest wychowankiem zespołu MHSK Taszkent. W swojej karierze aż ośmiokrotnie zdobywał mistrzostwo Uzbekistanu (najwięcej - 4 mistrzostwa - zdobył z Paxtakorem Taszkent) i sześciokrotnie triumfował w pucharze Uzbekistanu. Karierę zakończył po sezonie 2012 w Lokomotivie Taszkent.

## Kariera reprezentacyjna
Ashermatov zadebiutował w reprezentacji Uzbekistanu w 1997 roku. Znalazł się w kadrach Uzbekistanu na Puchar Azji 2000 raz Puchar Azji 2004. Swojego pierwszego i zarazem jedynego gola w karierze reprezentacyjnej strzelił 9 czerwca 2004 roku w wygranym 3-0 meczu eliminacyjnym do Mistrzostw Świata 2006 przeciwko reprezentacji Palestyny. Karierę reprezentacyjną zakończył w 2008 roku, notując łącznie 53 spotkania i 1 bramkę.
| Reprezentacja | Rok     | Mecze | Bramki |
| ------------- | ------- | ----- | ------ |
| Uzbekistan    | 1997    | 4     | 0      |
| Uzbekistan    | 1998    | 1     | 0      |
| Uzbekistan    | 1999    | 2     | 0      |
| Uzbekistan    | 2000    | 6     | 0      |
| Uzbekistan    | 2001    | 13    | 0      |
| Uzbekistan    | 2002    | 2     | 0      |
| Uzbekistan    | 2003    | 5     | 0      |
| Uzbekistan    | 2004    | 8     | 1      |
| Uzbekistan    | 2005    | 3     | 0      |
| Uzbekistan    | 2007    | 5     | 0      |
| Uzbekistan    | 2008    | 4     | 0      |
| Ogólnie       | Ogólnie | 53    | 1      |

## Sukcesy

### Paxtakor Taszkent
- Zwycięstwo
  - Oʻzbekiston Oliy Ligasi: 1998, 2002, 2004, 2005
  - Puchar Uzbekistanu: 2001, 2002, 2004, 2005

### Bunyodkor Taszkent
- Zwycięstwo
  - Oʻzbekiston Oliy Ligasi: 2008, 2009
  - Puchar Uzbekistanu: 2008

### Doʻstlik Yangibozor
- Zwycięstwo
  - Oʻzbekiston Oliy Ligasi: 2000
  - Puchar Uzbekistanu: 2000

### MHSK Taszkent
- Zwycięstwo
  - Oʻzbekiston Oliy Ligasi: 1997